# (5274) Degewij
(5274) Degewij es un asteroide perteneciente al cinturón de asteroides, región del sistema solar que se encuentra entre las órbitas de Marte y Júpiter, más concretamente a la familia de Adeona, descubierto el 14 de septiembre de 1985 por Edward Bowell desde la Estación Anderson Mesa (condado de Coconino, cerca de Flagstaff, Arizona, Estados Unidos).

## Designación y nombre
Designado provisionalmente como 1985 RS. Fue nombrado Degewij en honor al astrónomo Johan Degewij, del Instituto Politécnico de Utrecht, por sus contribuciones a la investigación de cuerpos pequeños. Fue de los primeros en utilizar la espectroscopía para buscar actividad cometaria en asteroides cercanos a la Tierra y para detectar variaciones de color y polarización con la rotación. Su descubrimiento de la variegación de albedo rotacional en (4) Vesta fue la observación crucial que llevó al reconocimiento de su verdadero período de rotación como 5,34 horas, en lugar de 10,68 horas, el valor aceptado en ese momento. También realizó contribuciones significativas al estudio fotométrico de cometas, asteroides distantes y los pequeños satélites de Júpiter y Saturno.

## Características orbitales
Degewij está situado a una distancia media del Sol de 2,674 ua, pudiendo alejarse hasta 3,046 ua y acercarse hasta 2,303 ua. Su excentricidad es 0,138 y la inclinación orbital 11,57 grados. Emplea 1597,74 días en completar una órbita alrededor del Sol.
Los próximos acercamientos a la órbita terrestre se producirán el 3 de febrero de 2082 y el 28 de marzo de 2165, entre otros.

## Características físicas
La magnitud absoluta de Degewij es 12,6. Tiene 15,881 km de diámetro y su albedo se estima en 0,07.